# 107-мм полковой горно-вьючный миномёт образца 1938 года
107-мм полковой горно-вьючный миномёт обр. 1938 г. (107 ГВПМ-1938) — советский миномёт калибра 107 мм. Представляет собой гладкоствольную жёсткую систему со схемой мнимого треугольника
.

## История

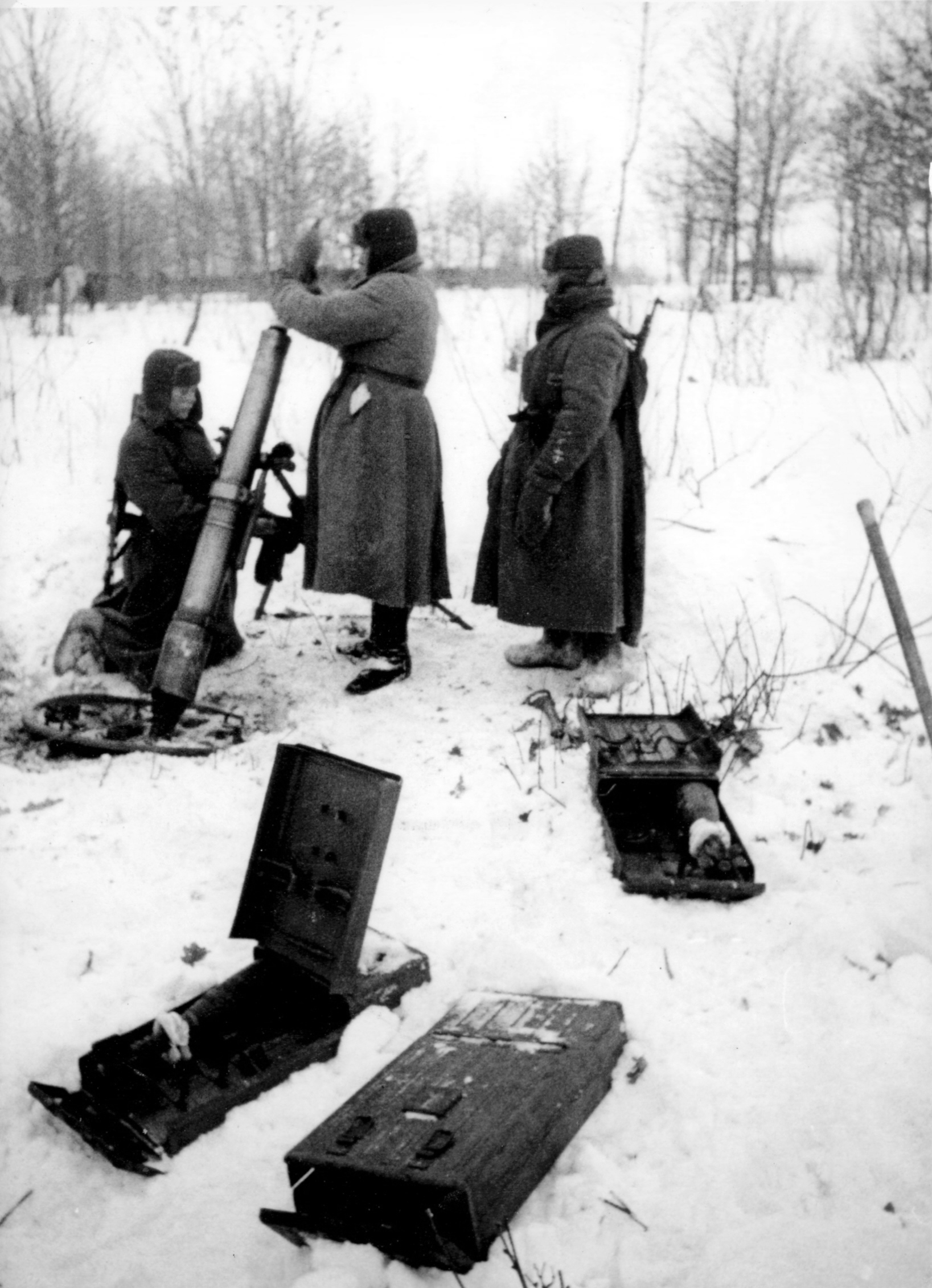
Расчёт советского 107-мм полкового горно-вьючного миномёта обр. 1938 г во время битвы за Москву, зима 1941—1942 гг.

Разработан в конструкторском бюро под руководством Б. И. Шавырина, прошёл полигонные испытания 21 сентября 10 октября 1938 года и после завершения войсковых испытаний был принят на вооружение РККА. В 1939 году было начато производство миномёта,
Каждой горнострелковой дивизии РККА по штату № 04/140 от 15 августа 1940 года полагалось двенадцать 107-мм миномётов в двух батареях лёгкого артиллерийского полка. Для транспортировки одного миномёта с боекомплектом требовалось 9 лошадей.
107-мм миномёты небольшими партиями выпускали заводы № 393 в Киеве и «Лентекстильмаш» (только в 1940 году). После начала войны завод № 393 был эвакуирован из Киева в период с 29 июня до 14 августа 1941 года в г. Воткинск, где влился в завод № 235, на котором производство миномётов было продолжено.

## Производство
В 1939 году на заводе № 393 было изготовлено 200 миномётов. В 1940 году на двух заводах их выпуск составил 904 штуки.
На 1 января 1941 года на балансе ГАУ КА числилось 1472 миномета, из которых 4 требовали капитального ремонта.
В первом полугодии 1941 года произвели 368 миномётов, во втором полугодии — 256 (август — 5, сентябрь — 51, октябрь — 100, ноябрь — 100).
В 1942 году сдали 328 миномётов (1-е полугодие — 132, 2-е полугодие — 196, максимум — 80 в сентябре).
В 1943 изготовили 636 миномётов (1-е полугодие — 288, 2-е полугодие — 348, максимум — 112 в августе).
В 1944 произвели 573 миномёта (1-е полугодие — 288, 2-е полугодие — 285, максимум — 77 в ноябре).
В 1945 выпустили всего 92 миномёта (январь — 52, февраль — 40). На этом производство миномёта было закончено.
Всего за время серийного производства собрали 3357 107-мм миномётов.

## Оценка

Основные части учебно-практической мины:
1. Корпус мины со стабилизатором.
2. Корпус взрывателя.
3. Основной заряд.
4. Имитационный разрывной заряд.
5. Головной патрон.
6. Колпачок с бойком (рис. 3).
Корпус со стабилизатором учебно-практической мины вполне сходен с корпусом боевой мины.

|                                                | 10 cm Nebelwerfer 35 | 107-мм полковой горно-вьючный миномёт образца 1938 года | M2 4.2 inch mortar           | Ordnance ML 4.2 inch Mortar |
| ---------------------------------------------- | -------------------- | ------------------------------------------------------- | ---------------------------- | --------------------------- |
| Страна                                         | Нацистская Германия  | Союз Советских Социалистических Республик               | Соединённые Штаты Америки    | Великобритания              |
| Назначение и тип                               | Батальонный миномёт  | полковой/дивизионный миномёт                            | полковой/дивизионный миномёт | дивизионный миномёт         |
| Калибр, мм/длина ствола, клб                   | 105/13               | 107/16                                                  | 107/14                       | 106,7/15(Mk 1),16(Mk 2)     |
| Масса в боевом положении, кг                   | 105                  | 170                                                     | 151                          | 236—453                     |
| Минимальная/Максимальная дальность стрельбы, м | 3030                 | 6300                                                    | 4023                         | 3750                        |
| Минимальный\|Максимальный угол ВН, °           | 45-90                | 45-80                                                   | 45-60                        | 45-80                       |
| Угол горизонтального наведения, °              | 28                   | 3                                                       | 7                            | 10                          |
| Масса осколочно-фугасной/Дымовой мины, кг      | 7,38                 | 8,0-9,1                                                 | 11,1-11,6                    | 9,1-10,2                    |

## Бывшие страны-эксплуатанты
- СССР[1]
- Нацистская Германия — трофейные миномёты использовались под наименованием 10.7 cm Geb GrW 328 (r)
- Народная Социалистическая Республика Албания — 108 миномётов были получены из СССР в 1945 году[4]

## Музейные экспонаты
- Россия — Музей отечественной военной истории в деревне Падиково Истринского района Московской области.